# Oberto (operă)
Oberto  (titlul original: în italiană Oberto, Conte di San Bonifacio), este o operă în 2 acte de Giuseppe Verdi, după un libret de Antonio Piazza și Temistocle Solera. A fost prima operă pusă în scenă a compozitorului.
Premiera operei a avut loc la Teatro alla Scala din Milano, în ziua de 17 noiembrie 1839. 
Durata operei: cca. 150 minute. 

## Locul si anul de desfășurare a acțiunii
Palatul Ezzelino (Castello degli Ezzelini), lângă Bassano del Grappa (provincia Vicenza, Italia), 1228. 

## Personajele principale
- Oberto, Conte de San Bonifacio[2] (bas)
- Leonora, fiica sa (soprană)
- Cuniza, sora lui Ezzelino da Romano[3], principesă de Bassano (soprană)
- Imelda, confidenta sa (mezzo-soprană)
- Riccardo, Conte de Salinguerra (tenor)
- dame de la curte, cavaleri, vasali, ofițeri, soldați, servitori [4]

## Acțiunea
Ezzelino da Romano intră în anul 1228 în posesia Palatului Ezzelino (Castello degli Ezzelini) de lângă Bassano del Grappa (provincia Vicenza), palat în care se desfășoară acțiunea operei. Anterior, cu ajutorul familiei Salinguerra din Verona, Ezzelino îl învinsese pe Oberto, Conte de San Bonifacio. Acesta, alungat din Verona de Ezzelino, fugise la Mantova, dar lăsase pe fiica sa Leonora la sora lui din Verona. Riccardo, Conte de Salinguerra, sub un nume fals, face avansuri Leonorei, reușește chiar s-o seducă, dar o părăsește, atras și îndrăgostit fiind de Cuniza, sora lui Ezzelino, principesă de Bassano. Ezzelino se declară de acord cu nunta lui Riccardo (și el unul dintre conducătorii ghibelini) cu sora sa Leonora. Leonora, care află de intențiile matrimoniale ale fostului ei iubit, se deplasează la Palatul Ezzelino, spre a dezvălui public încălcarea jurământului de fidelitate pe care i-l făcuse Riccardo. 
Acțiunea operei are loc în ziua nunții planificate dintre Riccardo și Cuniza.
Succesul operei a fost suficient de mare pentru a-i asigura compozitorului comanda altor trei opere pentru același teatru de operă.